# Vesijärvi
Vesijärvi je jezero na jihu Finska (Päijät-Häme) v obci Asikkala. Má rozlohu 108 km², je dlouhé 22 km a široké 8 km.

## Pobřeží
Pobřeží je značně členité a na jezeře je 114 ostrovů. Na jeho jižním okraji leží město Lahti.

## Vodní režim
Je spojeno s jezerem Päijänne kanálem Vesijärvi se zdymadly (délka 1,3 km). Kanál Vesijarvi je přístupný pro lodě s ponorem do 2,4 m a šířkou do 8,3 m.